# Марке, Альбер
Альбе́р Марке́ (фр. Albert Marquet; 27 марта 1875, Бордо — 14 июня 1947, Париж) — французский художник. В своём раннем творчестве был близок к фовизму; позднее выработал собственную живописную систему.

## Жизнь и творчество
Альбер Марке родился 27 марта 1875 года в Бордо, в семье железнодорожного служащего.
С 1890—1895 учился в парижской Школе изящных искусств, в классе Гюстава Моро. Некоторое время был близок к фовистам, дружил с Матиссом и Дереном, его работы экспонировались на групповой выставке в Осеннем салоне 1905 года и Салоне независимых в 1906-м. Занимался книжной иллюстрацией (роман Ш.-Л. Филиппа «Бюбю с Монпарнаса», 1903). С 1919 жил в небольших городках области Иль-де-Франс много путешествовал, в том числе был в СССР (1934).
В 1920 году вышла первая монография о творчестве художника. Годы Второй мировой войны он провёл в Алжире, где впервые побывал в 1911 году вместе с Матиссом. Участвовал в Сопротивлении. В 1945 году вернулся в Париж. В 1947 году Марке перенес тяжелую операцию, в этом же году художник умер.

## Творчество
Преобладающая часть работ Марке — пейзажи, чаще всего связанные с Сеной, а также взморья и гавани; городские виды, в том числе Парижа. Их отличает крайняя простота изобразительных средств и, вместе с тем, изысканная выразительность. Оставил большое графическое наследие (хранится в музее Мальро в Гавре). На выставке в парижской Галерее Дрюэ было представлено 39 композиций Марке.
Альбер Марке говорил: «Когда я начинаю картину, я не знаю, как её закончу».
По словам М. Ю. Германа, искусство Марке: «Учит людей понимать драгоценные паузы и ждет тишины, возможно ещё не наставшей».

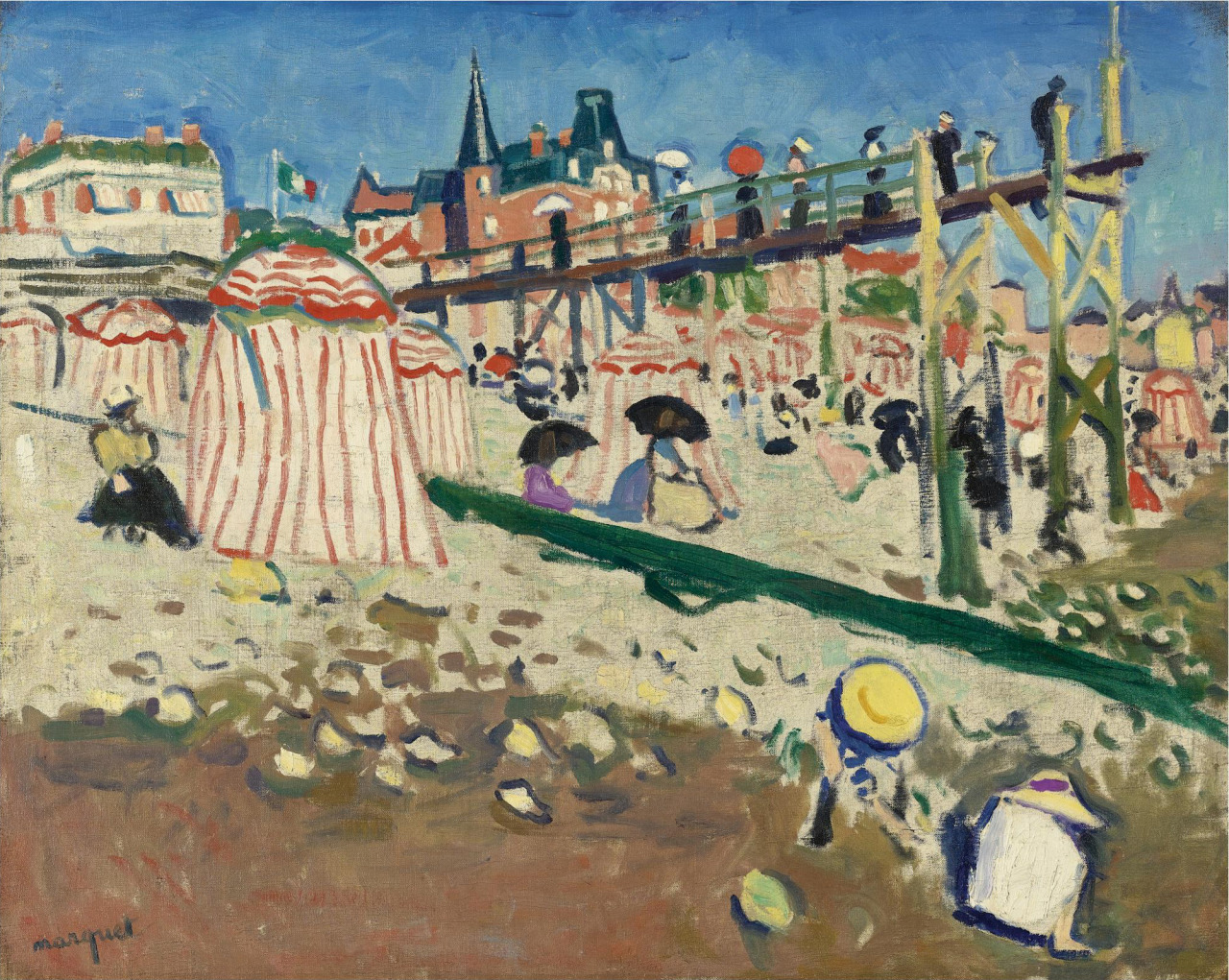
Фекам (Пляж в Сент-Адрессе). 1906, холст, масло, 64,5 х 80 см
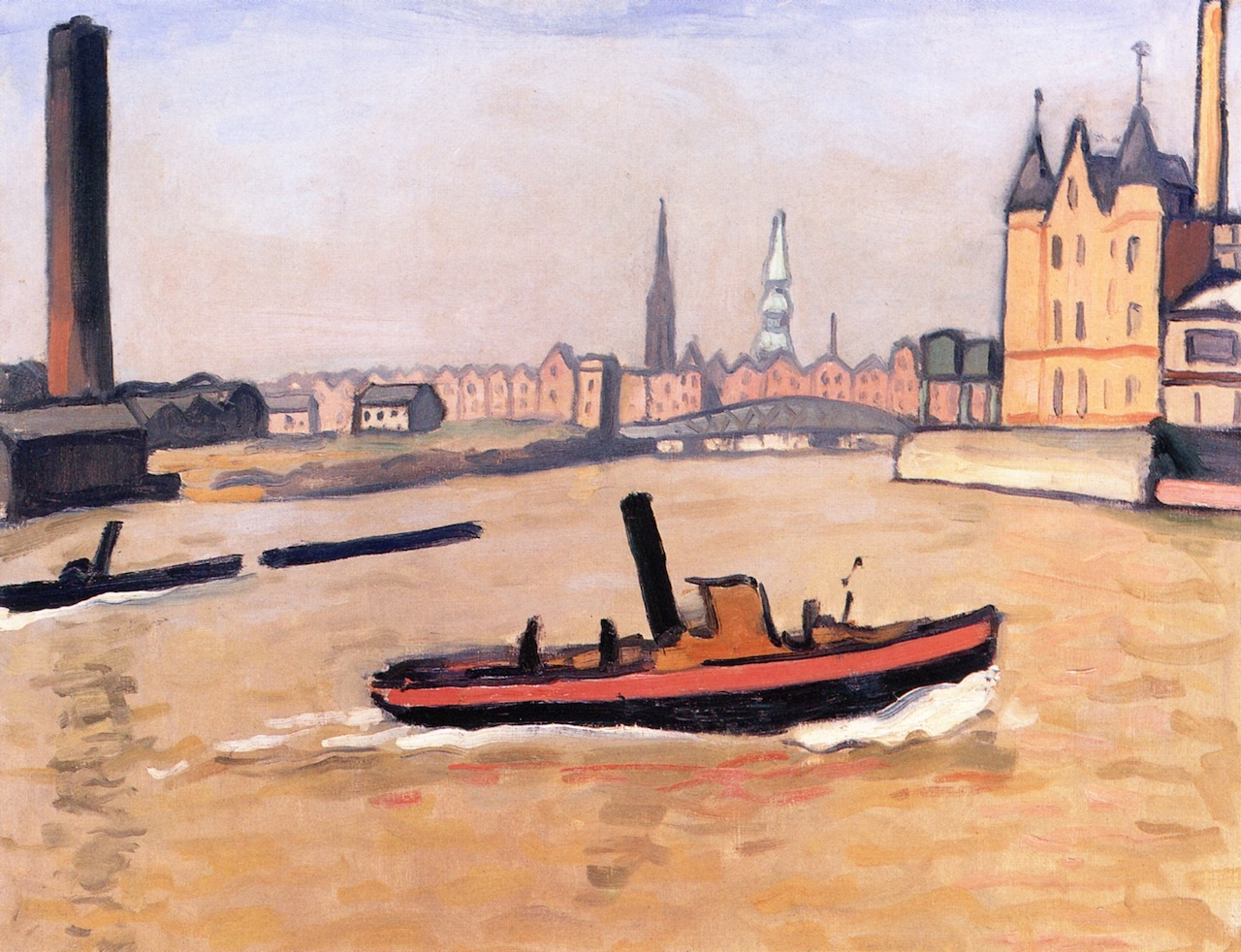
Гамбургский порт. 1909, холст, масло, 66,5 х 80 см. Эрмитаж
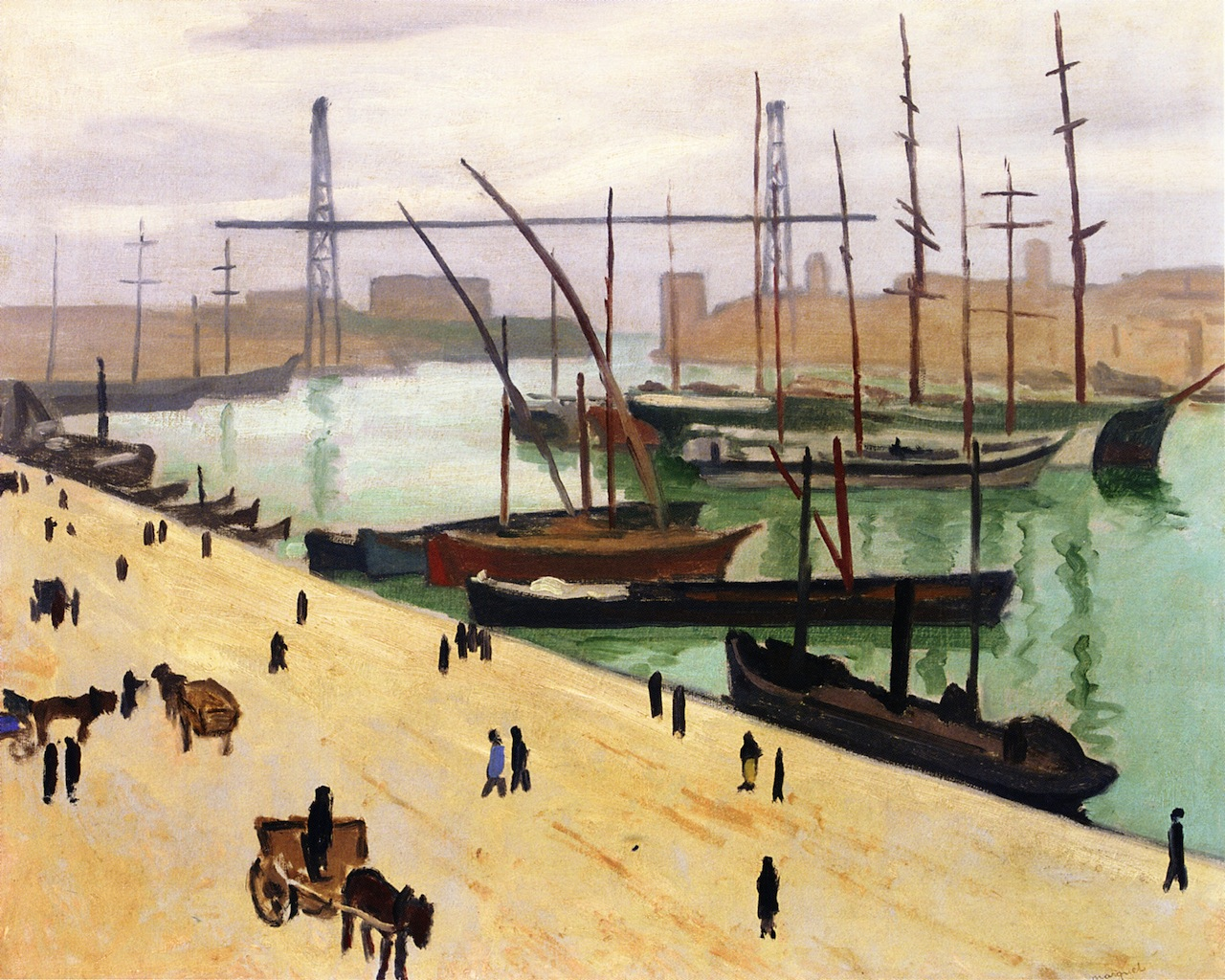
Порт Марселя. 1916, холст, масло, 50 x 61 см, Galerie d'art Alexis Pentcheff, Марсель
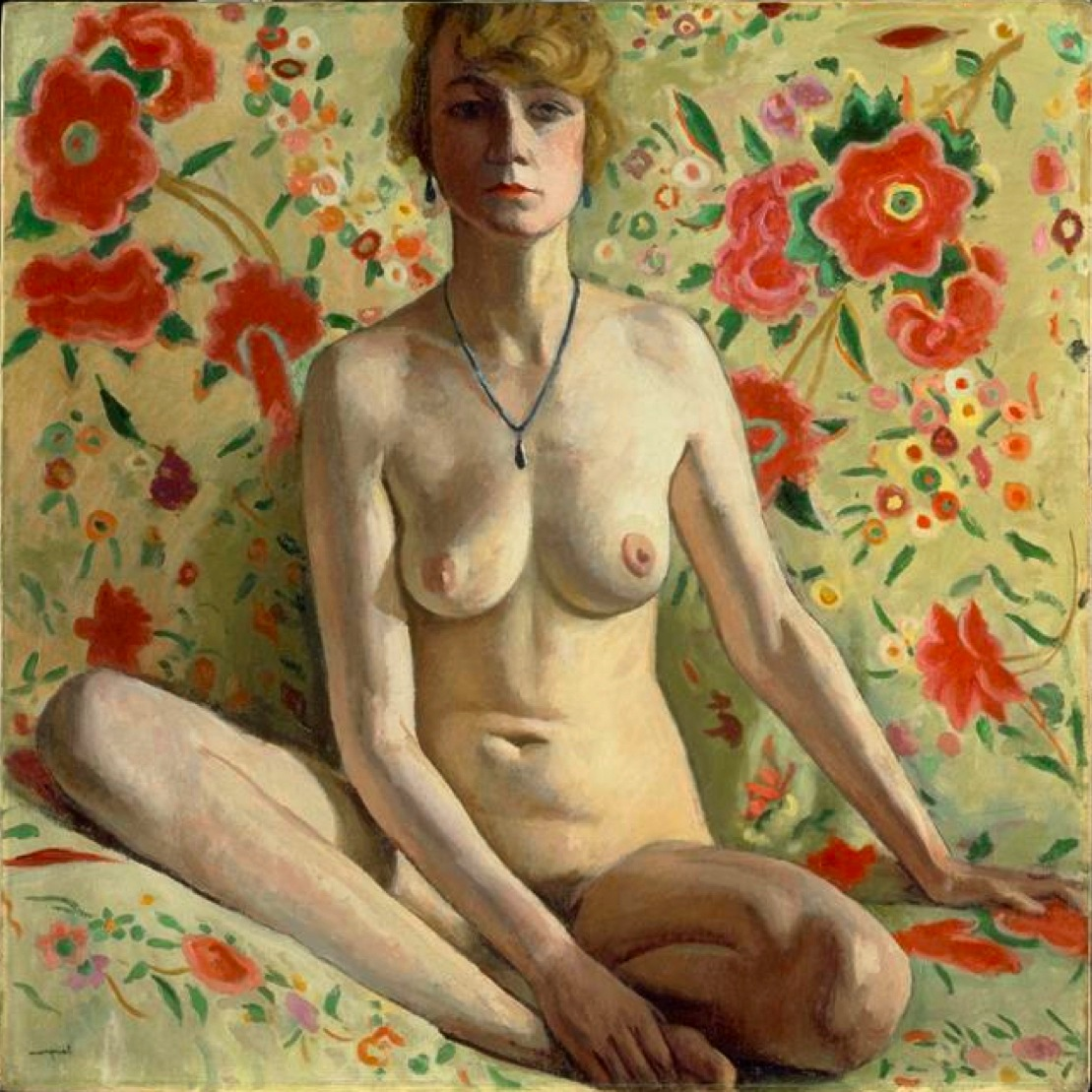
Блондинка (Femme blond sur fond de châle espagnol). 1919, холст, масло, 98,5 x 98,5 см,                                   Государственный музей современного искусства, Центр Жоржа Помпиду, Париж
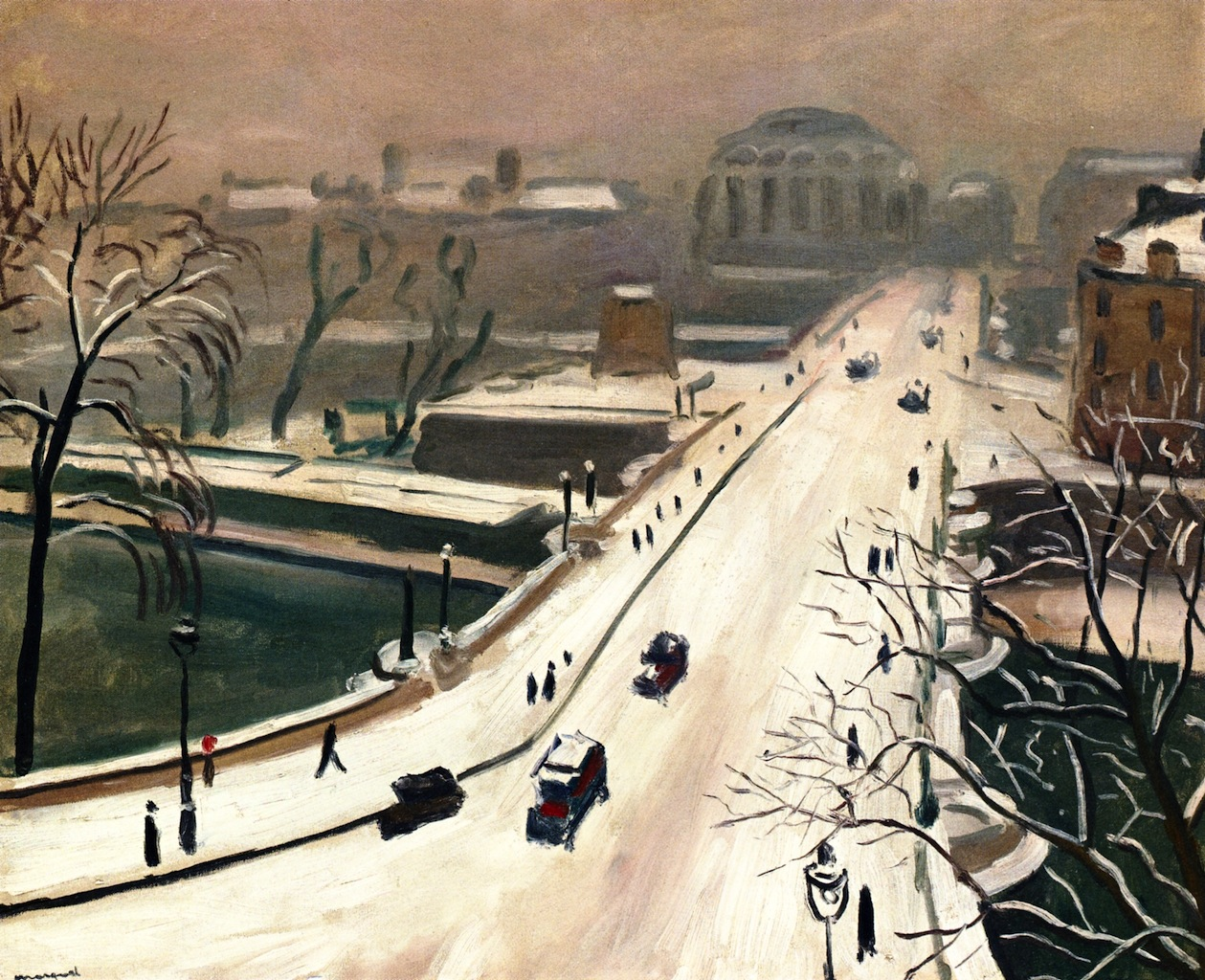
Мост Пон-Нёф под снегом. Масло на картоне, 60 × 73,5  см, частная коллекция